# 聯合艦隊
聯合艦隊（連合艦隊、れんごうかんたい），一般指大日本帝國海軍編成的艦隊種別之一，然亦可解釋為由二隊以上的獨立艦隊編成的海上作戰部隊，日本海军内部略稱GF（Grand Fleet）。

## 概要
聯合艦隊為二個以上艦隊編成的日本海軍中心部隊。明治初期，海軍把所有主力艦和新鋭艦編成主力部隊「常備艦隊」，老朽艦編成沿岸防備二線部隊「警備艦隊」。但是，由於甲午战争開戰，提出統合「警備艦隊」與「常備艦隊」，當時軍令部官房主事山本權兵衛大佐提出把「警備艦隊」改名為「西海艦隊」、「常備艦隊」與「西海艦隊」組成「聯合艦隊」的提案。這是聯合艦隊的開始。
到甲午战争開戰六日後完成編成。以後日俄戰争之際再於戰時臨時編成，大正12年（1923年）以後為常設。
聯合艦隊由日本天皇直屬聯合艦隊司令長官統領，軍令相關由軍令部總長、軍政相關由海軍大臣指示。昭和19年（1944年）雷伊泰灣海戰後名存實亡。
1945年10月10日，聯合艦隊正式解散:465。
聯合艦隊司令部，包括司令長官與補佐幕僚、参謀長、参謀副長（S19～）、首席参謀（通稱先任参謀）、砲術参謀、水雷参謀、航空参謀、通信参謀、航海参謀、機關参謀、戰務参謀、政務参謀、主計長、軍醫長、機關長、暗號長、氣象長、副官等配置。除首席参謀以外，皆以○○参謀通稱。

## 戰史
聯合艦隊旗艦出撃的海戰。
- 甲午战争
  - 黃海海戰：明治27年（1894年）9月17日－旗艦：松島號防護巡洋艦
  - 威海衛海戰：明治28年（1895年）2月12日終結－旗艦：松島號防護巡洋艦
- 日俄战争
  - 黃海海戰 (1904年)：明治37年（1904年）8月10日－旗艦：三笠號戰艦
  - 对马海峡海战：明治38年（1905年）5月27至28日－旗艦：三笠號戰艦
- 太平洋战争
  - 中途島海戰：昭和17年（1942年）6月5至7日－旗艦：大和號戰艦

## 历任指挥人员

### 歴代司令長官
| 代 | 姓名       | 就任時軍階 | 就任年月日                 |
| -- | ---------- | ---------- | -------------------------- |
| 1  | 伊東祐亨   | 中將       | 明治27年（1894年）7月19日  |
| 2  | 有地品之允 | 中將       | 明治28年（1895年）5月11日  |
| 3  | 東鄉平八郎 | 中將       | 明治36年（1903年）12月28日 |
| 4  | 東鄉平八郎 | 大將       | 明治38年（1905年）6月14日  |
| 5  | 伊集院五郎 | 中將       | 明治41年（1908年）10月8日  |
| 6  | 吉松茂太郎 | 中將       | 大正4年（1915年）11月1日   |
| 7  | 吉松茂太郎 | 中將       | 大正5年（1916年）9月1日    |
| 8  | 吉松茂太郎 | 大將       | 大正6年（1917年）10月1日   |
| 9  | 山下源太郎 | 大將       | 大正7年（1918年）9月1日    |
| 10 | 山下源太郎 | 大將       | 大正8年（1919年）6月1日    |
| 11 | 山屋他人   | 大將       | 大正9年（1920年）5月1日    |
| 12 | 栃内曾次郎 | 大將       | 大正9年（1920年）8月24日   |
| 13 | 栃内曾次郎 | 大將       | 大正10年（1921年）5月1日   |
| 14 | 竹下勇     | 中將       | 大正11年（1922年）12月1日  |
| 15 | 鈴木貫太郎 | 大將       | 大正13年（1924年）1月27日  |
| 16 | 岡田啟介   | 大將       | 大正13年（1924年）12月1日  |
| 17 | 加藤寛治   | 中將       | 大正15年（1926年）12月10日 |
| 18 | 谷口尚真   | 大將       | 昭和3年（1928年）12月10日  |
| 19 | 山本英輔   | 中將       | 昭和4年（1929年）11月11日  |
| 20 | 小林躋造   | 中將       | 昭和6年（1931年）12月1日   |
| 21 | 末次信正   | 中將       | 昭和8年（1933年）11月15日  |
| 22 | 高橋三吉   | 中將       | 昭和9年（1934年）11月15日  |
| 23 | 米内光政   | 中將       | 昭和11年（1936年）12月1日  |
| 24 | 永野修身   | 大將       | 昭和12年（1937年）2月2日   |
| 25 | 吉田善吾   | 中將       | 昭和12年（1937年）12月1日  |
| 26 | 山本五十六 | 中將       | 昭和14年（1939年）8月30日  |
| 27 | 山本五十六 | 大將       | 昭和16年（1941年）8月11日  |
| 28 | 古贺峰一   | 大將       | 昭和18年（1943年）4月21日  |
| 29 | 丰田副武   | 大將       | 昭和19年（1944年）5月3日   |
| 30 | 豐田副武   | 大將       | 昭和20年（1945年）5月1日   |
| 31 | 小澤治三郎 | 中將       | 昭和20年（1945年）5月29日  |

- （第1任、第2任由常備艦隊司令長官兼任，第4任與第6任～第26任由第一艦隊司令長官兼任，第5任由第二艦隊司令長官兼任，第30任與第31任由海軍總隊司令長官兼任。）

聯合艦隊於竹下勇時改為常設架構，此後一直至山本五十六的聯合艦隊司令長官皆兼任第一艦隊司令長官。昭和16年以後聯合艦隊司令長官與第一艦隊司令長官分離。

### 歴代参謀長
1. 鮫島員規大佐：1894年7月19日 -
2. 出羽重遠大佐：1894年12月17日 -
3. 上村彦之丞大佐：1895年7月25日 - 1895年11月16日
4. 島村速雄大佐：1903年12月28日 -
5. 加藤友三郎少将：1905年1月12日 - 1905年12月20日
6. （兼）山下源太郎大佐：1908年10月8日 - 11月19日
7. （兼）山中柴吉少将：1915年11月11日 - 30日
8. （兼）堀内三郎少将：1916年9月1日 - 10月13日
9. （兼）堀内三郎少将：1917年10月1日 - 20日
10. （兼）斋藤半六少将：1918年9月1日 - 10月14日
11. （兼）舟越楫四郎少将：1919年6月1日 - 10月27日
12. （兼）吉冈範策少将：1920年5月1日 - 10月30日
13. （兼）吉岡範策少将：1921年5月1日 - 10月30日
14. （兼）白根熊三少将：1921年12月1日 -
15. （兼）樺山可也少将：1923年12月1日 -
16. （兼）原敢二郎少将：1924年11月10日 - 1925年12月1日
17. （兼）大凑直太郎少将：1925年12月1日 -
18. （兼）高橋三吉少将：1926年11月1日 -
19. （兼）濱野英次郎少将：1927年12月1日 -
20. （兼）寺島健少将：1928年12月10日 -
21. （兼）盐泽幸一少将：1929年11月30日 -
22. （兼）嶋田繁太郎少将：1930年12月1日 -
23. （兼）吉田善吾少将：1931年12月1日 -
24. 吉田善吾少将：1933年5月20日 - 9月15日
25. 豊田副武少将：1933年9月15日 -
26. 近藤信竹少将：1935年3月15日 -
27. 野村直邦少将：1935年11月15日 -
28. 岩下保太郎少将：1936年11月16日 -
29. 小沢治三郎少将：1937年2月18日 -
30. 高橋伊望少将：1937年11月15日 -
31. 福留繁大佐：1939年11月5日 -
32. 伊藤整一少将：1941年4月10日 -
33. 宇垣纏少将：1941年8月11日 -
34. 福留繁中将：1943年5月22日 -
35. 草鹿龍之介少将：1944年4月6日 -
36. （兼）草鹿龍之介中将：1945年5月1日 （本職：海軍总队参謀長）
37. （兼）矢野志加三少将：1945年6月25日 - 9月25日 （本職：海軍总队参謀長）

### 历任副参谋长
1. 小林謙五少将：1943年6月11日 - 1944年9月10日
2. 高田利種大佐：1944年9月20日 - 1945年5月10日
3. （兼）松原博少将：1945年6月10日 - 1945年9月15日、本職：海軍总队参謀副長
4. （兼）菊池朝三少将：1945年6月25日 - 1945年9月15日、本職：海軍总队参謀副長

## 歷代旗艦

### 常備艦隊
新立編制（1894年）
- 防護巡洋艦「松島」（甲午戰爭時旗艦，艦隊司令長官伊東祐亨的旗艦。）

分隊創設編制（1903年）
- 第1艦隊旗艦 戰艦「三笠」（日俄海戰時旗艦，艦隊司令長官東鄉平八郎的旗艦，因爆炸事故一度沉沒，修復後復役，在廢艦除籍之後轉為紀念艦做為保存。）

- 第2艦隊旗艦 裝甲巡洋艦「出雲」，第3艦隊旗艦 防護巡洋艦「嚴島」，第4艦隊旗艦 戰艦「鎮遠」

- 戰艦「敷島」（海軍凱旋式時旗艦，三笠號因爆炸事故而代行。）
- 戰艦「朝日」（聯合艦隊解散儀式時旗艦。）

### 臨時艦隊
臨時作戰編制（1914年）
- 第1艦隊旗艦 戰艦「攝津」 ，第2艦隊旗艦 戰艦「周防」，第3艦隊旗艦 戰艦「鹿島」

秋季演習編制（1915年、1916年、1917年、1920年、1922年）
- 戰艦「扶桑」（秋季演習時第1艦隊旗艦）
- 戰艦「金剛」（1922年第2艦隊再編時旗艦）
- 戰艦「山城」
- 戰艦「日向」（在長門號就役以前暫代旗艦）

### 常設艦隊
常設編制（1923年、1933年、1941年）
- 戰艦「長門」

艦隊司令長官：竹下勇、鈴木貫太郎、岡田啟介、加藤寛治、山本英輔、高橋三吉、米内光政、永野修身、吉田善吾、山本五十六
（旗艦指定日：大正11年（1922年）12月1日、大正14年（1925年）12月1日、昭和5年（1930）12月1日、昭和10年（1935）11月15日、昭和13年（1938）12月15日）
- 戰艦「陸奥」

艦隊司令長官：岡田啟介、小林躋造、吉田善吾
（旗艦指定日：大正13年（1924）12月1日、昭和7年（1932年）12月1日、昭和12年（1937）12月1日）
- 戰艦「山城」

艦隊司令長官：谷口尚真、山本英輔（旗艦指定日:昭和3年（1928年）12月10日）
- 戰艦「伊勢」

艦隊司令長官：山本英輔（旗艦指定日:昭和4年（1929年）11月30日）
- 戰艦「金剛」

艦隊司令長官：小林躋造、末次信正（旗艦指定日:昭和6年（1931年）12月1日、昭和8年（1933）11月15日）
- 戰艦「榛名」

旗艦司令長官：高橋三吉（旗艦指定日:昭和9年（1934年）11月15日）
- 戰艦「大和」（中途島海戰時旗艦）

艦隊司令長官：山本五十六（旗艦指定日:昭和17年（1942年）4月10日）
- 戰艦「武蔵」（代替入塢修理的大和號代行旗艦）

艦隊司令長官：山本五十六、古賀峯一（旗艦指定日:昭和18年（1943年）4月1日）
戰時改定編制（1944年）
- 輕巡洋艦「大淀」（末任旗艦，改設海軍總隊後取消指定旗艦的設立）

艦隊司令長官：豐田副武（旗艦指定日:昭和19年（1944年）4月1日）

### 旗艦資料
| 船名               | 艦級   | 製造廠               | 建造時間                      | 服役時間                       | 結局                                                                                              | 圖片 |
| ------------------ | ------ | -------------------- | ----------------------------- | ------------------------------ | ------------------------------------------------------------------------------------------------- | ---- |
| 防護巡洋艦「松島」 | 松島型 | 法國地中海鐵工造船廠 | 1888年2月17日～1890年1月22日  | 1892年4月5日～1908年4月30日    | 1908年4月30日，海軍學校第35期學生實習航海途中，停泊在澎湖馬公時因彈藥庫爆炸沉沒。                 |      |
| 戰艦「三笠」       | 敷島型 | 英國巴洛造船廠       | 1899年1月24日～1900年11月8日  | 1902年3月1日～1923年9月20日    | 1926年成為記念艦保存                                                                              |      |
| 戰艦「敷島」       | 敷島型 | 英國泰晤士鐵工所     | 1897年3月29日～1898年11月1日  | 1900年1月26日～1948年1月18日   | 1948年當作廢料處分                                                                                |      |
| 戰艦「朝日」       | 敷島型 | 英國約翰·布朗船廠    | 1897年8月18日～ 1899年3月13日 | 1900年4月28日～ 1942年5月26日  | 1942年5月26日沈沒                                                                                 |      |
| 戰艦「金剛」       | 金剛型 | 英國維克斯船廠       | 1911年1月17日 ～1912年5月18日 | 1913年8月16日～ 1944年11月21日 | 1944年11月21日被美國潛艇海獅號發射的2枚魚雷命中，後來彈藥庫爆炸。沉沒於台灣海峽基隆以北70海里處。 |      |
| 戰艦「山城」       | 扶桑型 | 橫須賀海軍工廠       | 1913年11月20日～1915年11月3日 | 1917年3月31日～1944年10月25日  | 1944年10月25日在蘇里高海峽被擊沉                                                                  |      |
| 戰艦「長門」       | 長門型 | 吳市吳海軍工廠       | 1917年8月28日 ～1919年11月9日 | 1920年11月15日 ～1945年9月15日 | 1946年7月29日在十字路行動中沉沒                                                                   |      |
| 戰艦「陸奥」       | 長門型 | 橫須賀海軍工廠       | 1918年6月1日 ～1920年5月31日  | 1921年10月24日 ～1943年6月8日  | 1943年6月8日原因不明爆沉                                                                          |      |
| 戰艦「大和」       | 大和型 | 吳市吳海軍工廠       | 1937年11月4日 ～1940年8月8日  | 1941年12月16日 ～1945年4月7日  | 1945年4月7日遭到美軍航空母艦艦載機擊沉                                                            |      |
| 戰艦「武藏」       | 大和型 | 長崎市三菱造船所     | 1938年3月29日～1940年11月1日  | 1942年8月5日～ 1944年10月24日  | 1944年10月24日遭到美軍航空母艦艦載機擊沉                                                          |      |
| 輕巡洋艦「大淀」   | 大淀型 | 吳市吳海軍工廠       | 1941年2月14日～1942年4月2日   | 1943年2月28日～1945年7月28日   | 1945年7月28日被美軍艦載機空襲後沉沒                                                               |      |

## 編制
甲午戰爭開戰時（1894年（明治27年）7月19日）
| 聯合艦隊 | 聯合艦隊 | 聯合艦隊 | 聯合艦隊 | 聯合艦隊 | 聯合艦隊 |  |  | 常備艦隊 | 常備艦隊 | 常備艦隊 | 常備艦隊 | 常備艦隊 | 常備艦隊 |
| 聯合艦隊 | 聯合艦隊 | 聯合艦隊 | 聯合艦隊 | 聯合艦隊 | 聯合艦隊 |  |  | 常備艦隊 | 常備艦隊 | 常備艦隊 | 常備艦隊 | 常備艦隊 | 常備艦隊 |
|          |          |          |          |          |          |  |  | 西海艦隊 |          |          |          |          |          |
|          |          |          |          |          |          |  |  |          |          |          |          |          |          |

日俄戰爭開戰前（1903年（明治36年）12月28日）
| 聯合艦隊 | 聯合艦隊 | 聯合艦隊 | 聯合艦隊 | 聯合艦隊 | 聯合艦隊 |  |  | 第一艦隊 | 第一艦隊 | 第一艦隊 | 第一艦隊 | 第一艦隊 | 第一艦隊 |
| 聯合艦隊 | 聯合艦隊 | 聯合艦隊 | 聯合艦隊 | 聯合艦隊 | 聯合艦隊 |  |  | 第一艦隊 | 第一艦隊 | 第一艦隊 | 第一艦隊 | 第一艦隊 | 第一艦隊 |
|          |          |          |          |          |          |  |  | 第二艦隊 |          |          |          |          |          |
|          |          |          |          |          |          |  |  |          |          |          |          |          |          |
|          |          |          |          |          |          |  |  | 第三艦隊 |          |          |          |          |          |
|          |          |          |          |          |          |  |  |          |          |          |          |          |          |

第一次上海事變发生后（1932年（昭和7年）2月2日）
| 聯合艦隊 | 聯合艦隊 | 聯合艦隊 | 聯合艦隊 | 聯合艦隊 | 聯合艦隊 |  |  | 第一艦隊 | 第一艦隊 | 第一艦隊 | 第一艦隊 | 第一艦隊 | 第一艦隊 |
| 聯合艦隊 | 聯合艦隊 | 聯合艦隊 | 聯合艦隊 | 聯合艦隊 | 聯合艦隊 |  |  | 第一艦隊 | 第一艦隊 | 第一艦隊 | 第一艦隊 | 第一艦隊 | 第一艦隊 |
|          |          |          |          |          |          |  |  | 第二艦隊 |          |          |          |          |          |
|          |          |          |          |          |          |  |  |          |          |          |          |          |          |
|          |          |          |          |          |          |  |  | 第三艦隊 |          |          |          |          |          |
|          |          |          |          |          |          |  |  |          |          |          |          |          |          |

日中戰爭爆發前（1936年（昭和11年）12月1日）
| 聯合艦隊 | 聯合艦隊 | 聯合艦隊 | 聯合艦隊 | 聯合艦隊 | 聯合艦隊 |  |  | 第一艦隊 | 第一艦隊 | 第一艦隊 | 第一艦隊 | 第一艦隊 | 第一艦隊 |
| 聯合艦隊 | 聯合艦隊 | 聯合艦隊 | 聯合艦隊 | 聯合艦隊 | 聯合艦隊 |  |  | 第一艦隊 | 第一艦隊 | 第一艦隊 | 第一艦隊 | 第一艦隊 | 第一艦隊 |
|          |          |          |          |          |          |  |  | 第二艦隊 |          |          |          |          |          |
|          |          |          |          |          |          |  |  |          |          |          |          |          |          |
|          |          |          |          |          |          |  |  | 第三艦隊 |          |          |          |          |          |
|          |          |          |          |          |          |  |  |          |          |          |          |          |          |

太平洋戰爭開戰時（1941年（昭和16年）12月10日）
| 聯合艦隊 | 聯合艦隊 | 聯合艦隊 | 聯合艦隊 | 聯合艦隊 | 聯合艦隊 |  |  | （聯合艦隊直轄部隊） | （聯合艦隊直轄部隊） | （聯合艦隊直轄部隊） | （聯合艦隊直轄部隊） | （聯合艦隊直轄部隊） | （聯合艦隊直轄部隊） |
| 聯合艦隊 | 聯合艦隊 | 聯合艦隊 | 聯合艦隊 | 聯合艦隊 | 聯合艦隊 |  |  | （聯合艦隊直轄部隊） | （聯合艦隊直轄部隊） | （聯合艦隊直轄部隊） | （聯合艦隊直轄部隊） | （聯合艦隊直轄部隊） | （聯合艦隊直轄部隊） |
|          |          |          |          |          |          |  |  | 第一艦隊             |                      |                      |                      |                      |                      |
|          |          |          |          |          |          |  |  |                      |                      |                      |                      |                      |                      |
|          |          |          |          |          |          |  |  | 第二艦隊             |                      |                      |                      |                      |                      |
|          |          |          |          |          |          |  |  |                      |                      |                      |                      |                      |                      |
|          |          |          |          |          |          |  |  | 第三艦隊             |                      |                      |                      |                      |                      |
|          |          |          |          |          |          |  |  |                      |                      |                      |                      |                      |                      |
|          |          |          |          |          |          |  |  | 第四艦隊             |                      |                      |                      |                      |                      |
|          |          |          |          |          |          |  |  |                      |                      |                      |                      |                      |                      |
|          |          |          |          |          |          |  |  | 第五艦隊             |                      |                      |                      |                      |                      |
|          |          |          |          |          |          |  |  |                      |                      |                      |                      |                      |                      |
|          |          |          |          |          |          |  |  | 第六艦隊             |                      |                      |                      |                      |                      |
|          |          |          |          |          |          |  |  |                      |                      |                      |                      |                      |                      |
|          |          |          |          |          |          |  |  | 第一航空艦隊         |                      |                      |                      |                      |                      |
|          |          |          |          |          |          |  |  |                      |                      |                      |                      |                      |                      |
|          |          |          |          |          |          |  |  | 第十一航空艦隊       |                      |                      |                      |                      |                      |
|          |          |          |          |          |          |  |  |                      |                      |                      |                      |                      |                      |
|          |          |          |          |          |          |  |  | 南遣艦隊             |                      |                      |                      |                      |                      |
|          |          |          |          |          |          |  |  |                      |                      |                      |                      |                      |                      |

最終時（1945年（昭和20年）6月1日）
| 聯合艦隊 | 聯合艦隊 | 聯合艦隊 | 聯合艦隊 | 聯合艦隊 | 聯合艦隊 |  |  | （聯合艦隊直轄部隊） | （聯合艦隊直轄部隊） | （聯合艦隊直轄部隊） | （聯合艦隊直轄部隊） | （聯合艦隊直轄部隊） | （聯合艦隊直轄部隊） |  |  |                      |                      |                      |                      |                      |                      |
| 聯合艦隊 | 聯合艦隊 | 聯合艦隊 | 聯合艦隊 | 聯合艦隊 | 聯合艦隊 |  |  | （聯合艦隊直轄部隊） | （聯合艦隊直轄部隊） | （聯合艦隊直轄部隊） | （聯合艦隊直轄部隊） | （聯合艦隊直轄部隊） | （聯合艦隊直轄部隊） |  |  |                      |                      |                      |                      |                      |                      |
|          |          |          |          |          |          |  |  | 第一航空艦隊         |                      |                      |                      |                      |                      |  |  |                      |                      |                      |                      |                      |                      |
|          |          |          |          |          |          |  |  |                      |                      |                      |                      |                      |                      |  |  |                      |                      |                      |                      |                      |                      |
|          |          |          |          |          |          |  |  | 第三航空艦隊         |                      |                      |                      |                      |                      |  |  |                      |                      |                      |                      |                      |                      |
|          |          |          |          |          |          |  |  |                      |                      |                      |                      |                      |                      |  |  |                      |                      |                      |                      |                      |                      |
|          |          |          |          |          |          |  |  | 第五航空艦隊         |                      |                      |                      |                      |                      |  |  |                      |                      |                      |                      |                      |                      |
|          |          |          |          |          |          |  |  |                      |                      |                      |                      |                      |                      |  |  |                      |                      |                      |                      |                      |                      |
|          |          |          |          |          |          |  |  | 第十航空艦隊         |                      |                      |                      |                      |                      |  |  |                      |                      |                      |                      |                      |                      |
|          |          |          |          |          |          |  |  |                      |                      |                      |                      |                      |                      |  |  |                      |                      |                      |                      |                      |                      |
|          |          |          |          |          |          |  |  | 第十二航空艦隊       |                      |                      |                      |                      |                      |  |  |                      |                      |                      |                      |                      |                      |
|          |          |          |          |          |          |  |  |                      |                      |                      |                      |                      |                      |  |  |                      |                      |                      |                      |                      |                      |
|          |          |          |          |          |          |  |  | 第四艦隊             |                      |                      |                      |                      |                      |  |  |                      |                      |                      |                      |                      |                      |
|          |          |          |          |          |          |  |  |                      |                      |                      |                      |                      |                      |  |  |                      |                      |                      |                      |                      |                      |
|          |          |          |          |          |          |  |  | 第六艦隊             |                      |                      |                      |                      |                      |  |  |                      |                      |                      |                      |                      |                      |
|          |          |          |          |          |          |  |  |                      |                      |                      |                      |                      |                      |  |  |                      |                      |                      |                      |                      |                      |
|          |          |          |          |          |          |  |  | 第七艦隊             |                      |                      |                      |                      |                      |  |  |                      |                      |                      |                      |                      |                      |
|          |          |          |          |          |          |  |  |                      |                      |                      |                      |                      |                      |  |  |                      |                      |                      |                      |                      |                      |
|          |          |          |          |          |          |  |  | 第十方面艦隊         | 第十方面艦隊         | 第十方面艦隊         | 第十方面艦隊         | 第十方面艦隊         | 第十方面艦隊         |  |  | （方面艦隊直轄部隊） | （方面艦隊直轄部隊） | （方面艦隊直轄部隊） | （方面艦隊直轄部隊） | （方面艦隊直轄部隊） | （方面艦隊直轄部隊） |
|          |          |          |          |          |          |  |  | 第十方面艦隊         | 第十方面艦隊         | 第十方面艦隊         | 第十方面艦隊         | 第十方面艦隊         | 第十方面艦隊         |  |  | （方面艦隊直轄部隊） | （方面艦隊直轄部隊） | （方面艦隊直轄部隊） | （方面艦隊直轄部隊） | （方面艦隊直轄部隊） | （方面艦隊直轄部隊） |
|          |          |          |          |          |          |  |  |                      |                      |                      |                      |                      |                      |  |  | 第十三航空艦隊       |                      |                      |                      |                      |                      |
|          |          |          |          |          |          |  |  |                      |                      |                      |                      |                      |                      |  |  |                      |                      |                      |                      |                      |                      |
|          |          |          |          |          |          |  |  |                      |                      |                      |                      |                      |                      |  |  | 第一南遣艦隊         |                      |                      |                      |                      |                      |
|          |          |          |          |          |          |  |  |                      |                      |                      |                      |                      |                      |  |  |                      |                      |                      |                      |                      |                      |
|          |          |          |          |          |          |  |  |                      |                      |                      |                      |                      |                      |  |  | 第二南遣艦隊         |                      |                      |                      |                      |                      |
|          |          |          |          |          |          |  |  |                      |                      |                      |                      |                      |                      |  |  |                      |                      |                      |                      |                      |                      |

## 聯合艦隊編成

### 直屬部隊
1941年12月10日 太平洋戰争開戰時的編制
- 第1戰隊：戰艦/長門、陸奥
- 第24戰隊：特設巡洋艦/報國丸、愛國丸、清澄丸
- 第11航空戰隊：水上機母艦/瑞穗、千歲
- 第4潛水戰隊：輕巡洋艦/鬼怒、特設潛水母艦/名古屋丸　　※1941年12月2日～1942年4月10日轉調南遣艦隊做増援
  - 第18潛水隊：潛水艦/伊－53、伊－54、伊－55

- 第19潛水隊：潛水艦/伊－56、伊－57、伊－58
- 第21潛水隊：潛水艦/呂－33、呂－34

- 第5潛水戰隊：輕巡洋艦/由良、潛水母艦/りおでじゃねろ丸　　※1941年12月2日～1942年4月10日轉調南遣艦隊做増援

- 第28潛水隊：潛水艦/伊－59、伊－60
- 第29潛水隊：潛水艦/伊－62、伊－64
- 第30潛水隊：潛水艦/伊－65、伊－66

- 第1連合通信隊：東京、高雄、父島海軍通信隊、沖繩通信隊、第3～6通信隊
- 附屬：水上機母艦/千代田　　※與朝日、室戸、朝日丸等1941年12月2日～1942年4月10日轉調南遣艦隊做増援

- 標的艦/矢風、攝津
- 工作艦/明石、朝日、給炭艦/室戸
- 病院艦/朝日丸、高砂丸

- 第1哨戒艇隊

1942年7月14日 中途島海戰後的編制
- 獨立旗艦：戰艦/大和　※戰艦/武藏就役後一同編入第1戰隊
- 第1聯合通信隊：東京海軍通信隊、大和田通信隊
- 附屬：戰艦/伊勢、日向

- 水上機母艦/千代田、日進
- 第7驅逐隊：驅逐艦/曙、潮、漣
- 標的艦/矢風、攝津
- 工作艦/明石、給炭艦/室戸
- 特設敷設艦/山鳩丸、特設病院艦/冰川丸
- 空母/八幡丸（雲鷹）、巡洋艦/報國丸、愛國丸、清澄丸、金龍丸、工作艦/山彦丸、病院艦/朝日丸、高砂丸
- 空母/春日丸　※1942年8月31日改名「大鷹」
- 工作艦/浦上丸

1944年4月1日　戰時編制制度改定後的編制
- 獨立旗艦：輕巡/大淀
- 第11水雷戰隊：輕巡/龍田

- 第6驅逐隊：驅逐艦/雷、電、響
- 驅逐艦/早霜、秋霜、霜月

- 第1聯合通信隊：東京海軍通信隊、大和田通信隊
- 附屬：戰艦/伊勢、日向、扶桑、山城、空母/鳳翔

- 第21驅逐隊：驅逐艦/初春、初霜、若葉
- 驅逐艦/夕風
- 海防艦/干珠、笠戸、滿珠、三宅
- 標的艦/矢風、波勝、特務艦/宗谷
- 工作艦/明石
- 特設測量艦/第三六共同丸、特設病院艦/冰川丸、天應丸
- 特設水雷母艦/神風丸、特設病院船/高砂丸、牟婁丸、特設工作艦/山霜丸、特設敷設船/王星丸
- 特設工作艦/浦上丸

1945年6月1日 战败前夕

### 太平洋戰争開戰時
太平洋戰争開戰時，日本海軍還沒統一稱為「聯合艦隊」，其中包括外戰部隊與内戰部隊的複數艦隊。1944年（昭和19年）統一為聯合艦隊。以下為太平洋戰争開戰時（1941年12月8日）艦隊編成，包括各艦隊司令長官。戰艦大和艦籍登録是在開戰以後故沒記載。
聯合艦隊直屬　司令長官：山本五十六大將
- 第一戰隊　戰艦/長門、陸奥

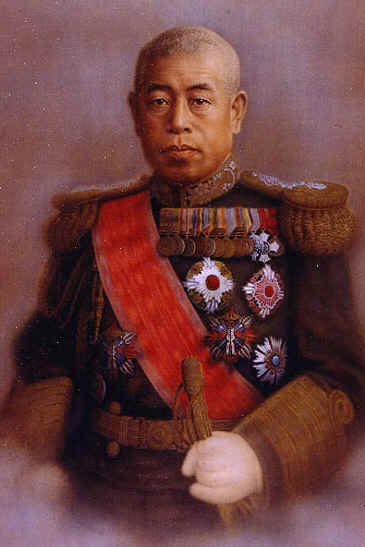
山本五十六畫像

- 第二四戰隊　特設巡洋艦/報國丸、愛國丸、清澄丸
- 第一〇航空戰隊　水上機母艦/瑞穂、千歳
- 第四潛水戰隊　輕巡洋艦/鬼怒、潛水艦/6隻
- 第五潛水戰隊　輕巡洋艦/由良、潛水艦/6隻
- 水上機母艦/千代田
- 驅逐艦/矢風
- 標的艦/攝津
- 工作艦/明石

第一艦隊　司令長官：高須四郎中將
以戰艦為主軸的主力艦隊
- 第二戰隊　戰艦/伊勢、日向、扶桑、山城
- 第三戰隊　戰艦/金剛、榛名、霧島、比叡
- 第六戰隊　重巡/青葉、衣笠、古鷹、加古
- 第九戰隊　輕巡/北上、大井

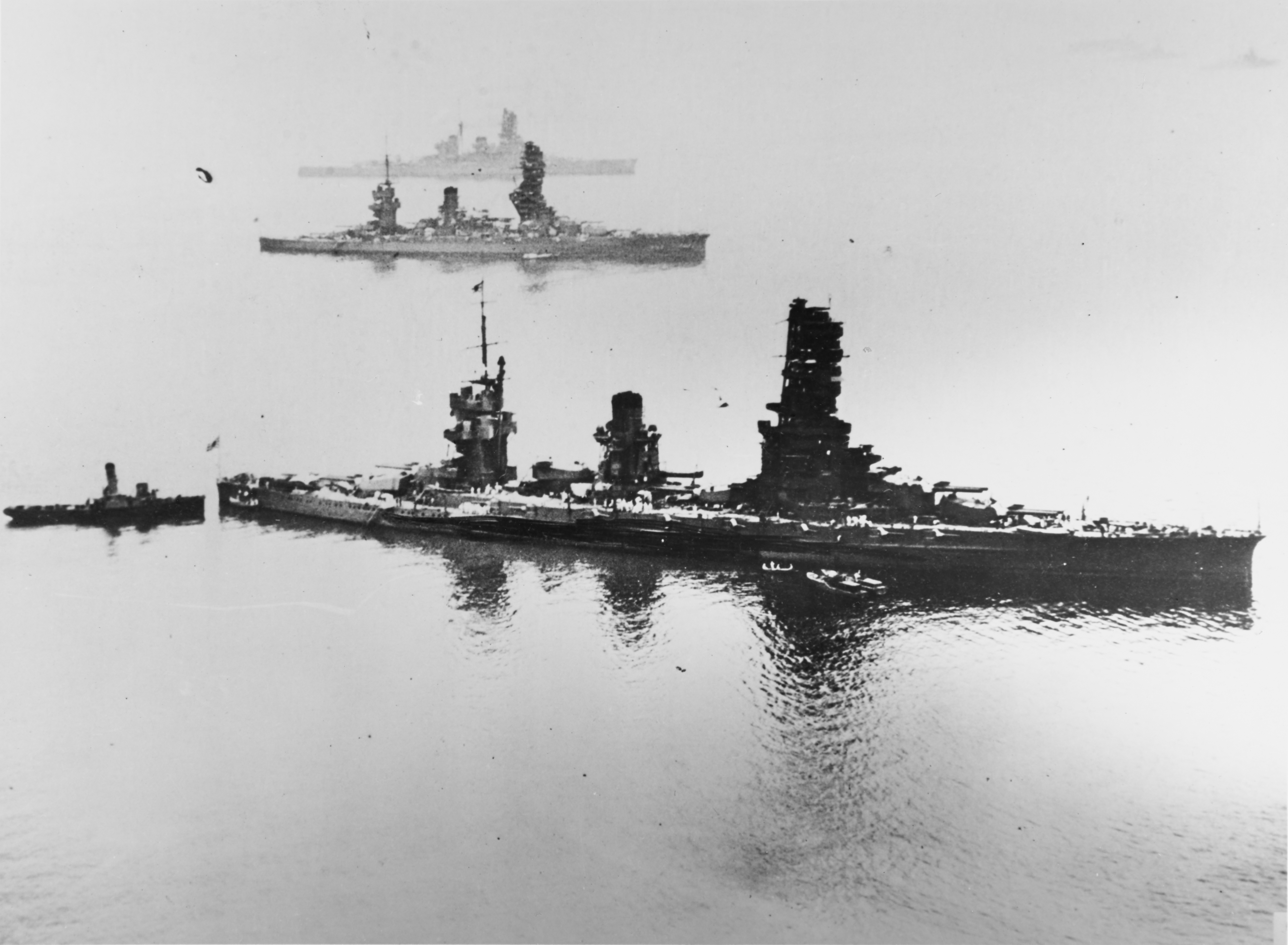
第1艦隊扶桑、榛名、山城三艘戰艦

- 第三航空戰隊　空母/鳳翔、瑞鳳　驅逐艦/三日月、夕風
- 第一水雷戰隊　輕巡/阿武隈
  - 第六驅逐隊　驅逐艦/雷、電、響、曉
  - 第一七驅逐隊　驅逐艦/浦風、磯風、谷風、浜風
  - 第二一驅逐隊　驅逐艦/初春、子日、初霜、若葉
  - 第二七驅逐隊　驅逐隊/有明、夕暮、白露、時雨
- 第三水雷戰隊　輕巡/川内
  - 第一一驅逐隊　驅逐艦/吹雪、白雪、初雪
  - 第一二驅逐隊　驅逐艦/叢雲、東雲、白雲
  - 第一九驅逐隊　驅逐艦/磯波、浦波、敷波、綾波
  - 第二〇驅逐隊　驅逐艦/天霧、朝霧、夕霧、狭霧

第二艦隊　司令長官：近藤信竹中將
以重巡洋艦為主軸的艦隊
- 第四戰隊　重巡/高雄、愛宕、鳥海、摩耶
- 第五戰隊　重巡/那智、羽黒、妙高
- 第七戰隊　重巡/最上、熊野、鈴谷、三隈
- 第八戰隊　重巡/利根、筑摩
- 第二水雷戰隊　輕巡/神通

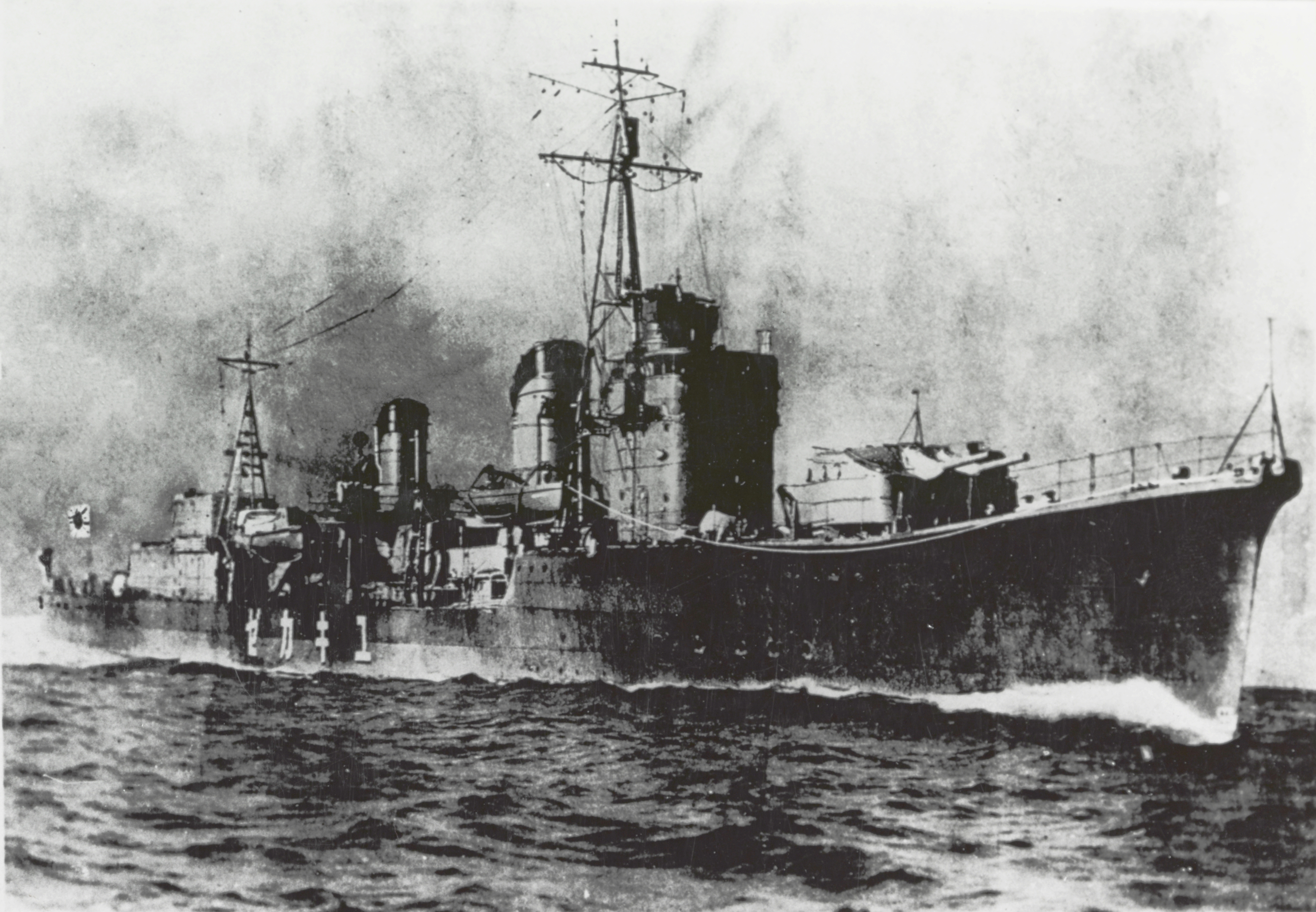
第二艦隊著名的雪風號驅逐艦

  - 第八驅逐隊　驅逐艦/朝潮、満潮、大潮、荒潮
  - 第一五驅逐隊　驅逐艦/黑潮、親潮、早潮、夏潮
  - 第一六驅逐隊　驅逐艦/初風、雪風、天津風、時津風
  - 第一八驅逐隊　驅逐艦/霞、霰、陽炎、不知火
- 第四水雷戰隊　　輕巡/那珂
  - 第二驅逐隊　驅逐艦/村雨、夕立、春雨、五月雨
  - 第四驅逐隊　驅逐艦/嵐、萩風、野分、舞風
  - 第九驅逐隊　驅逐艦/朝雲、山雲、夏雲、峯雲
  - 第二四驅逐隊　驅逐艦/海風、山風、江風、涼風

第三舰队　司令長官：高橋伊望中將
用以攻佔菲律賓的艦隊
- 第一六戰隊　重巡/足柄　輕巡/長良、球磨
- 第一七戰隊　敷設艦/厳島、八重山　特設敷設艦/辰宮丸
- 第五水雷戰隊　輕巡/名取
  - 第五驅逐隊　驅逐艦/朝風、春風、松風、旗風
  - 第二二驅逐隊　驅逐艦/皐月、水無月、文月、長月
- 第六潛水戰隊　潛水母艦/長鯨
  - 第九潛水隊　　潛水艦/伊－123、伊－124
  - 第一三潛水隊　潛水艦/伊－121、伊－122
- 第一根據地隊　敷設艦/白鷹、蒼鷹　掃海艇、驅潛艇、水雷艇
- 第二根據地隊　敷設艦/若鷹　掃海艇、驅潛艇、水雷艇

第四艦隊　司令長官：井上成美中將
南洋群島防衛用艦隊
- 旗艦　練習巡/鹿島
- 第一八戰隊　輕巡/天龍、龍田

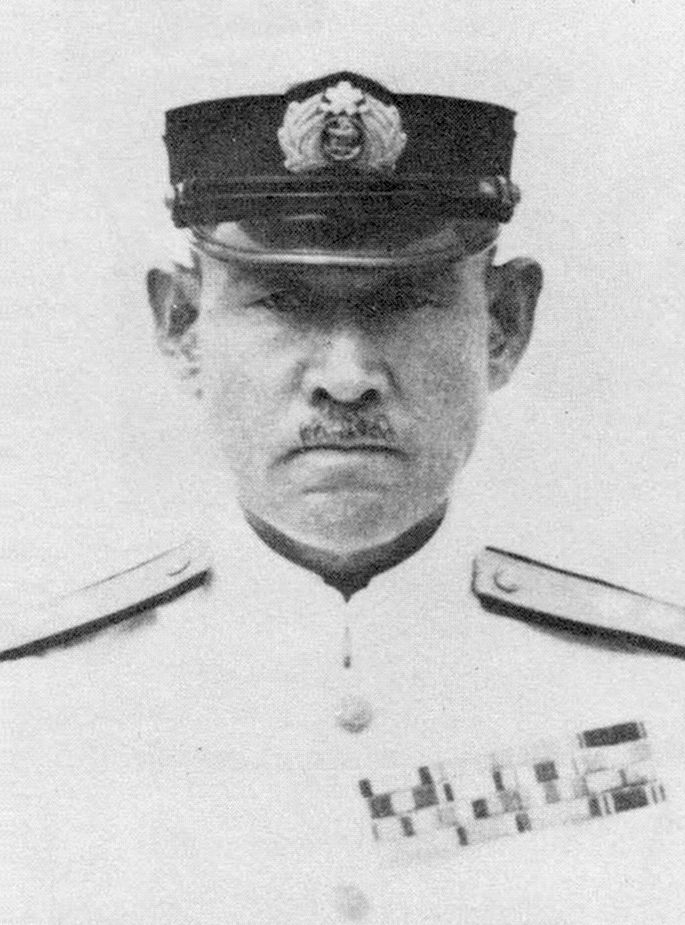
井上成美中將照片

- 第一九戰隊　敷設艦/沖島、海防艦/常盤、津輕
- 第六水雷戰隊　輕巡/夕張
  - 第二九驅逐隊　驅逐艦/追風、疾風、朝凪、夕凪
  - 第三〇驅逐隊　驅逐艦/睦月、如月、弥生、望月
- 第七潛水戰隊　潛水母艦/迅鯨
  - 第二六潛水隊　潛水艦/呂－60、呂－61、呂－62
  - 第二七潛水隊　潛水艦/呂－65、呂－66、呂－67
  - 第三三潛水隊　潛水艦/呂－63、呂－64、呂－68
- 第三根據地隊　掃海艇、驅潛艇
- 第四根據地隊　掃海艇、驅潛艇
- 第五根據地隊　掃海艇、驅潛艇
- 第六根據地隊　掃海艇、驅潛艇

第五艦隊　司令長官：細萱戊子郎中將
北方防衛用艦隊
- 第二一戰隊　輕巡/多摩、木曾
- 第二二戰隊　輸送艦/粟田丸、淺香丸
- 第七根據地隊　掃海艇、驅潛艇

第六艦隊　司令長官：清水光美中將
潛水艦隊
- 旗艦　練習巡/香取
- 第一潛水戰隊　特設潛水母艦　靖國丸、伊－9
  - 第一潛水隊　潛水艦/伊－15、伊－16、伊－17
  - 第二潛水隊　潛水艦/伊－18、伊－19、伊－20
  - 第三潛水隊　潛水艦/伊－24、伊－25、伊－26
- 第二潛水戰隊　特設潛水母艦　、伊－7、伊－10
  - 第七潛水隊　潛水艦/伊－1、伊－2、伊－3
  - 第八潛水隊　潛水艦/伊－4、伊－5、伊－6
- 第三潛水戰隊　潛水母艦/大鯨、伊－8
  - 第一一潛水隊　潛水艦/伊－74、伊－75
  - 第一二潛水隊　潛水艦/伊－68、伊－69、伊－70
  - 第二〇潛水隊　潛水艦/伊－71、伊－72、伊－73

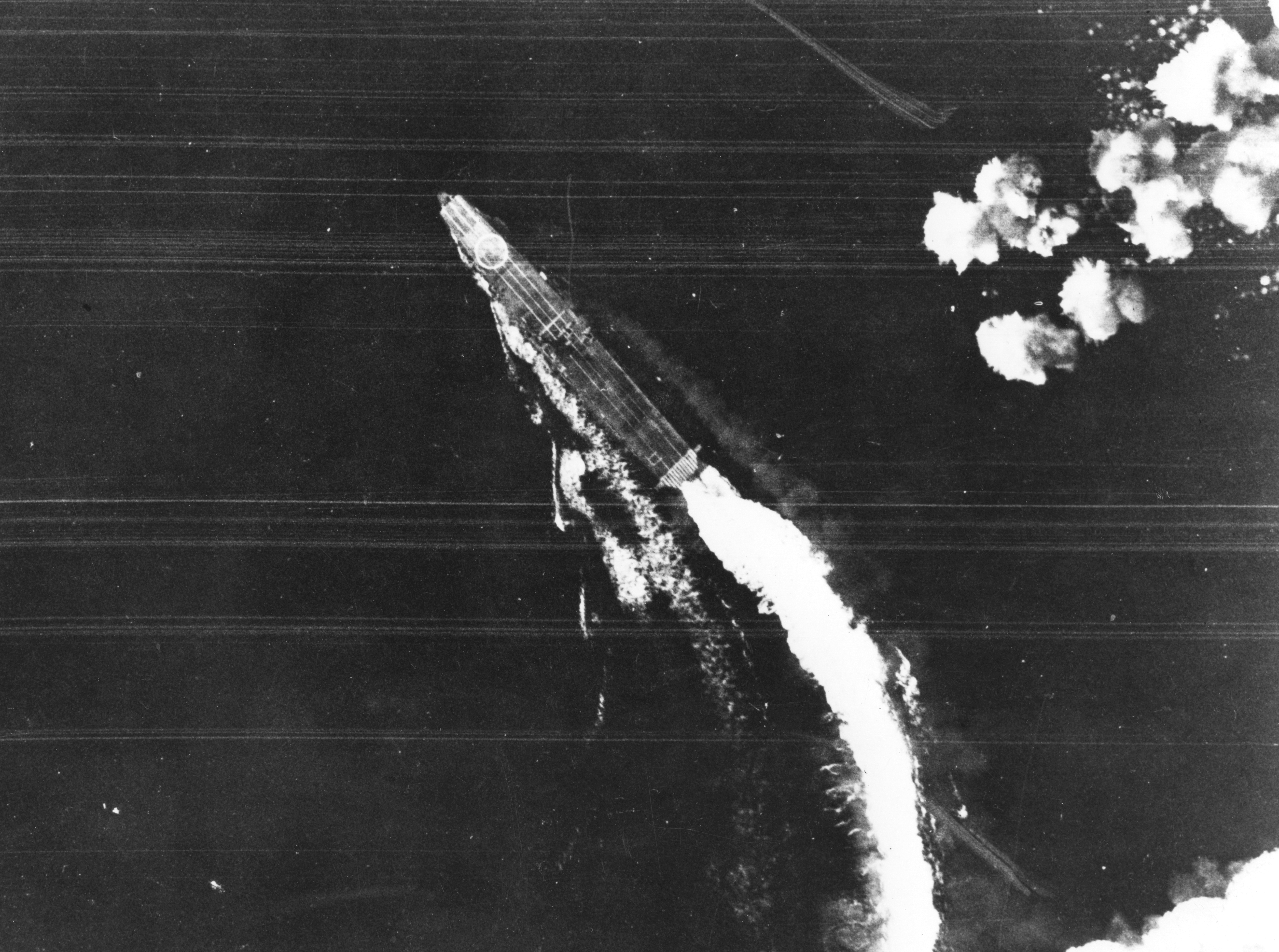
第1航空艦隊四艘航母日後都在中途島海戰被擊沈

第一航空艦隊　司令長官：南雲忠一中將
空母機動部隊(對北太平洋方面攻略擔當)
- 第一航空戰隊　空母/赤城、加賀
  - 第七驅逐隊　驅逐艦/曙、潮、漣
- 第二航空戰隊　空母/蒼龍、飛龍
  - 第二三驅逐隊　驅逐艦/菊月、夕月、卯月
- 第四航空戰隊　空母/龍驤、春日丸(大鷹)
  - 第三驅逐隊　驅逐艦/汐風、帆風
- 第五航空戰隊　空母/翔鶴、瑞鶴
  - 第？驅逐隊　驅逐艦/朧、秋雲

第十一航空艦隊　司令長官：塚原二四三中將
基地（陸上）航空部隊
- 第21航空戰隊 鹿屋海軍航空隊、東港海軍航空隊、第一航空隊、葛城丸
- 第22航空戰隊 美幌海軍航空隊、元山海軍航空隊、富士川丸
- 第23航空戰隊 高雄海軍航空隊、台南海軍航空隊、第三航空隊、小牧丸
- 附屬 特設運輸艦/りおん丸、特設病院艦/慶洋丸、特設運輸艦/加茂川丸
  - 第三四驅逐隊 驅逐艦峯風、沖風

南遣艦隊　司令長官：小澤治三郎中將
- 輕巡/香椎　海防艦/占守
- 第九根拠地隊　掃海艇、驅潛艇
- 第四潛水戰隊　輕巡洋艦/鬼怒

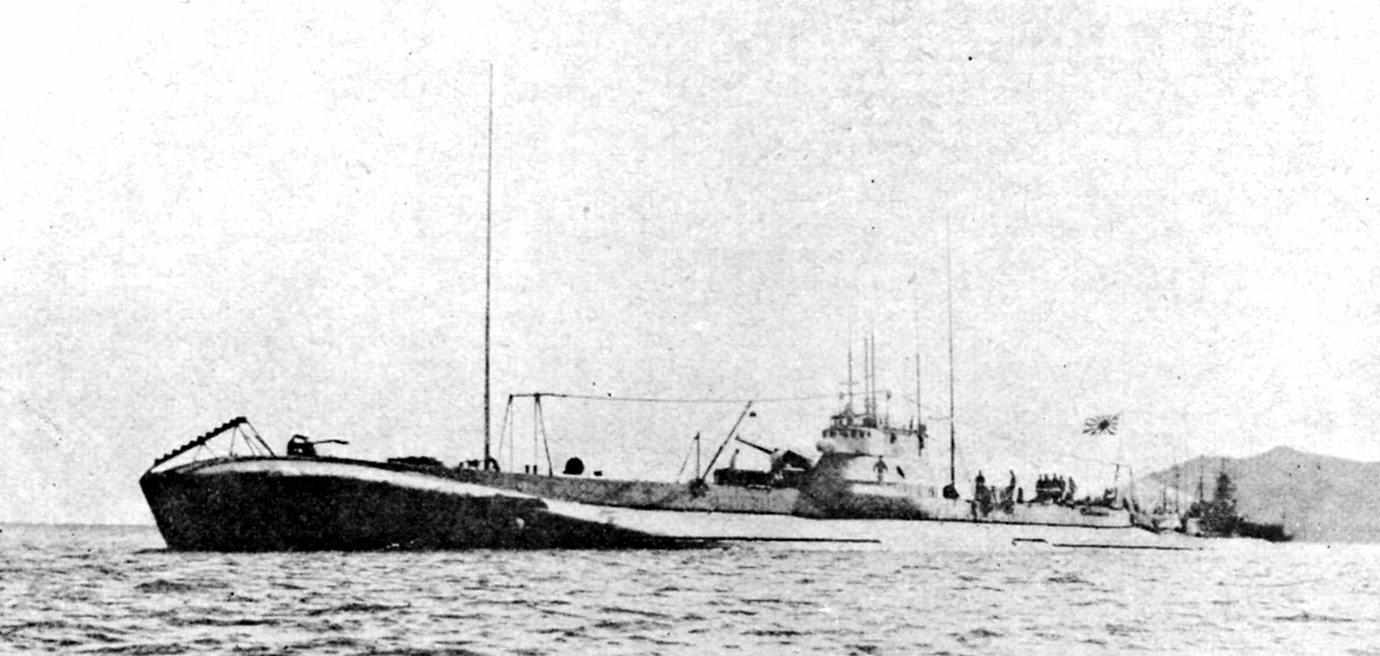
伊－55號潛艦

  - 第一八潛水隊　潛水艦/伊－53、伊－54、伊－55
  - 第十九潛水隊　潛水艦/伊－56、伊－57、伊－58
  - 第二一潛水隊　潛水艦/呂－33、呂－34
- 第五潛水戰隊　輕巡洋艦/由良
  - 第二八潛水隊　潛水艦/伊－59、伊－60
  - 第二九潛水隊　潛水艦/伊－62、伊－64
  - 第三〇潛水隊　潛水艦/伊－65、伊－66

## 電影
- 『聯合艦隊』（東寶、1981年。監督：松林宗惠）

## 外部連結
- 海上自衛隊 （页面存档备份，存于）